# Emanuele Valeri
Emanuele Valeri (Roma, 7 dicembre 1998) è un calciatore italiano, difensore del Parma.

## Carriera

### Club

#### Gli inizi, Lecce
Cresciuto nei settori giovanili di Lazio, Urbetevere e Atletico Vescovio, il 4 luglio 2016 viene tesserato dal Rieti; dopo aver disputato una stagione da titolare con il club laziale, il 19 luglio 2017 passa al Lecce. Con la squadra giallorossa ottiene la promozione in Serie B, pur rimanendo ai margini della rosa.

#### Cesena
Il 31 luglio 2018 si trasferisce al Cesena, con cui vince il campionato di Serie D, rinnovando poi il contratto fino al 2021.

#### Cremonese
Il 10 settembre 2020 viene acquistato a titolo definitivo dalla Cremonese. Il 6 febbraio 2021 sigla il suo primo gol con i grigiorossi, nella vittoria per 2-1 contro il Pisa.
Al termine della stagione successiva ottiene con la squadra lombarda la promozione in massima serie, in cui esordisce il 22 agosto 2022. Il successivo 11 settembre arriva anche la sua prima rete in Serie A, nel pareggio per 1-1 contro l'Atalanta. Nella stagione seguente, in seguito alla nuova retrocessione in Serie B dei grigiorossi, finisce fuori rosa dopo il mancato rinnovo del contratto.

#### Frosinone
Il 31 gennaio 2024 viene ufficializzato il suo passaggio a titolo definitivo al Frosinone, in Serie A, con cui firma un contratto fino al 30 giugno seguente. Esordisce con i ciociari il 3 febbraio seguente, nell'incontro perso per 2-3 contro il Milan. Colleziona in tutto 16 presenze lungo il campionato, con la squadra che retrocede nella serie cadetta al termine della stagione.

#### Parma
Il 13 giugno 2024 viene ufficializzato l'ingaggio a parametro zero di Valeri da parte del Parma, neo-promosso in Serie A, con cui il giocatore firma un contratto triennale, valido a partire dal 1º luglio seguente.
Debutta l'11 agosto con i ducali in occasione del match valevole per il passaggio agli ottavi di finale di Coppa Italia contro il Palermo, partita poi persa dagli emiliani per 1-0.  Qualche giorno dopo esordisce con la nuova maglia pure in Serie A in occasione del match poi finito 1-1 contro la Fiorentina.  Il 9 novembre segna il suo primo gol con i ducali, nel successo per 2-1 in casa del Venezia. 

## Statistiche

### Presenze e reti nei club
Statistiche aggiornate al 25 maggio 2025.
| Stagione         | Squadra          | Campionato       | Campionato | Campionato | Coppe nazionali | Coppe nazionali | Coppe nazionali | Coppe continentali | Coppe continentali | Coppe continentali | Altre coppe | Altre coppe | Altre coppe | Totale | Totale |
| Stagione         | Squadra          | Comp             | Pres       | Reti       | Comp            | Pres            | Reti            | Comp               | Pres               | Reti               | Comp        | Pres        | Reti        | Pres   | Reti   |
| ---------------- | ---------------- | ---------------- | ---------- | ---------- | --------------- | --------------- | --------------- | ------------------ | ------------------ | ------------------ | ----------- | ----------- | ----------- | ------ | ------ |
| 2016-2017        | Rieti            | D                | 31+2       | 3          | CI-D            | 1               | 0               | -                  | -                  | -                  | -           | -           | -           | 34     | 3      |
| 2017-2018        | Lecce            | C                | 3          | 0          | CI+CI-C         | 0+1             | 0               | -                  | -                  | -                  | SC          | 2           | 0           | 6      | 0      |
| 2018-2019        | Cesena           | D                | 35+3       | 3          | CI-D            | 1               | 0               | -                  | -                  | -                  | -           | -           | -           | 39     | 3      |
| 2019-2020        | Cesena           | C                | 23         | 2          | CI              | 4               | 0               | -                  | -                  | -                  | -           | -           | -           | 27     | 2      |
| Totale Cesena    | Totale Cesena    | Totale Cesena    | 61         | 5          |                 | 5               | 0               |                    | -                  | -                  |             | -           | -           | 66     | 5      |
| 2020-2021        | Cremonese        | B                | 33         | 2          | CI              | 2               | 0               | -                  | -                  | -                  | -           | -           | -           | 35     | 2      |
| 2021-2022        | Cremonese        | B                | 29         | 3          | CI              | 1               | 0               | -                  | -                  | -                  | -           | -           | -           | 30     | 3      |
| 2022-2023        | Cremonese        | A                | 37         | 2          | CI              | 5               | 0               | -                  | -                  | -                  | -           | -           | -           | 42     | 2      |
| 2023-gen. 2024   | Cremonese        | B                | 0          | 0          | CI              | 0               | 0               | -                  | -                  | -                  | -           | -           | -           | 0      | 0      |
| Totale Cremonese | Totale Cremonese | Totale Cremonese | 99         | 7          |                 | 8               | 0               |                    | -                  | -                  |             | -           | -           | 107    | 7      |
| gen.-giu. 2024   | Frosinone        | A                | 16         | 0          | CI              | -               | -               | -                  | -                  | -                  | -           | -           | -           | 16     | 0      |
| 2024-2025        | Parma            | A                | 35         | 2          | CI              | 1               | 0               | -                  | -                  | -                  | -           | -           | -           | 36     | 2      |
| Totale carriera  | Totale carriera  | Totale carriera  | 247        | 17         |                 | 16              | 0               |                    | -                  | -                  |             | 2           | 0           | 265    | 17     |

## Palmarès
- Serie C: 1

Lecce: 2017-2018 (girone C)
- Serie D: 1

Cesena: 2018-2019 (girone F)
- Serie B: 1

Cremonese: 2021-2022